# Lijst van voetbalinterlands Filipijnen - Guam
Deze lijst van voetbalinterlands is een overzicht van alle officiële voetbalinterlands tussen de nationale teams van de Filipijnen en Guam. De landen hebben tot nu toe vijf keer tegen elkaar gespeeld, te beginnen met een kwalificatiewedstrijd voor de Azië Cup 2000 in Ho Chi Minhstad (Vietnam) op 29 januari 2000. Het laatste duel, een kwalificatiewedstrijd voor het Wereldkampioenschap voetbal 2022, vond plaats op 11 juni 2021 in Sharjah (Verenigde Arabische Emiraten).

## Wedstrijden
| № | Plaats          | Datum             | Competitie                 | Wedstrijd         | Uitslag |
| - | --------------- | ----------------- | -------------------------- | ----------------- | ------- |
| 1 | Ho Chi Minhstad | 29 januari 2000   | Azië Cup 2000 kwalificatie | Guam − Filipijnen | 0 − 2   |
| 2 | Bacolod         | 12 juni 2012      | Vriendschappelijk          | Filipijnen − Guam | 3 − 0   |
| 3 | Manilla         | 25 september 2012 | Vriendschappelijk          | Filipijnen − Guam | 1 − 0   |
| 4 | Dededo          | 10 september 2019 | WK 2022 kwalificatie       | Guam − Filipijnen | 1 − 4   |
| 5 | Sharjah         | 11 juni 2021      | WK 2022 kwalificatie       | Filipijnen − Guam | 3 − 0   |

## Samenvatting
| Competitie            | Totaal gespeeld | Winst Filipijnen | Gelijk | Winst Guam | Doelsaldo Filipijnen – Guam |
| --------------------- | --------------- | ---------------- | ------ | ---------- | --------------------------- |
| WK-kwalificatie       | 2               | 2                | 0      | 0          | 7 − 1                       |
| Azië Cup-kwalificatie | 1               | 1                | 0      | 0          | 2 − 0                       |
| Vriendschappelijk     | 2               | 2                | 0      | 0          | 4 − 0                       |
| Totaal                | 5               | 5                | 0      | 0          | 13 − 1                      |

PFF · 
A-internationals · 
Filipijns vrouwenelftal
Afghanistan ·
Australië ·
Azerbeidzjan ·
Bahrein ·
Bangladesh ·
Bhutan ·
Brunei ·
Cambodja ·
China ·
Estland ·
Fiji ·
Guam ·
Hongkong ·
India ·
Indonesië ·
Irak ·
Iran ·
Israël ·
Japan ·
Jemen ·
Jordanië ·
Kirgizië ·
Koeweit ·
Laos ·
Libanon ·
Macau ·
Malediven ·
Maleisië ·
Mongolië ·
Myanmar ·
Nepal ·
Noord-Korea ·
Oezbekistan ·
Oman ·
Oost-Timor ·
Pakistan ·
Palestina ·
Papoea-Nieuw-Guinea ·
Qatar ·
Singapore ·
Sri Lanka ·
Syrië ·
Tadzjikistan ·
Taiwan ·
Thailand ·
Turkmenistan ·
Verenigde Arabische Emiraten ·
Vietnam ·
Zuid-Korea ·
Zuid-Vietnam
GFA ·
Bondscoaches ·
Topscorers · 
Guamees vrouwenvoetbalelftal ·
Guam U21
Amerikaans-Samoa ·
Aruba ·
Australië ·
Bangladesh ·
Bhutan ·
Cambodja ·
China ·
Filipijnen ·
Hongkong ·
India ·
Iran ·
Laos ·
Macau ·
Malediven ·
Mongolië ·
Myanmar ·
Nieuw-Caledonië ·
Noord-Korea ·
Oman ·
Pakistan ·
Palestina ·
Salomonseilanden ·
Singapore ·
Sri Lanka ·
Syrië ·
Tadzjikistan ·
Taiwan ·
Turkmenistan ·
Vanuatu ·
Vietnam ·
Zuid-Korea